# Concepción Aleixandre
Concepción Aleixandre Ballester (Valencia, 1862-1952) fue una maestra, médica, ginecóloga, inventora, activista, feminista, sufragista y científica española. Perteneció a diversas instituciones como el Comité Organizador del Congreso Pedagógico de 1892, el Consejo Nacional de Mujeres (1919), la Sección de Señoras de la Unión Iberoamericana, el servicio de Inspección médico escolar, la Sociedad Ginecológica Española (1892) y la Asociación Española para el Progreso de las Ciencias.

## Biografía
A finales del siglo XIX en la Facultad de Medicina de la Universidad de Valencia habría unos quinientos estudiantes, entre los que se encontraban solo tres mujeres: las valencianas Concepción Aleixandre y Manuela Solís, graduadas en 1889, y la murciana Sinesia Pujalte Martínez, que abandonó sus estudios en quinto de carrera.
Estos tres casos fueron excepcionales, ya que para el acceso a la educación superior en igualdad de condiciones para mujeres y varones habría que esperar hasta 1910 cuando una orden real firmada por el rey Alfonso XIII permitió el acceso a las universidades españolas sin restricciones para las mujeres. Aleixandre, que ya contaba con el grado de maestra desde 1883, dedicaría su vida profesional a la medicina.

## Científica
Es considerada una científica especialista en ginecología de renombre que publicaría sus trabajos científicos con regularidad en la prensa médica española y fue médica titular en el Hospital de la Princesa de Madrid y como médica de la Beneficencia Provincial de la Casa de Maternidad e Inclusa, además de mantener una consulta popular. Su dedicación a la investigación le permitió en 1910 patentar instrumentos ginecológicos, unos sistemas para corregir el descenso de la matriz. (OEPM, Patente 47109). Realizó una tarea importante de divulgación acercando la educación sobre higiene especialmente a las mujeres. Gestionó la sección dedicada a "salud de mujeres" en la revista La Medicina Social Española (1916-1920). Su activismo incluyó dar conferencias y mítines, una de ellas pronunciada en la Unión Iberoamericana de Madrid en 1907. Pronunció mítines en campañas sanitarias, junto a oradores como Azorín, Navarro Fernández, Alonso Muñoyerro y Antonio López Muñoz (1923) y de higiene social (1927), se ocupó a la vez de otras tareas formativas desarrolladas en el Centro Popular Iberoamericano de Madrid.

## Organizaciones científicas
- Fue la primera mujer admitida en la Sociedad Ginecológica Española (1892).[2]

- Congreso Médico Farmacéutico de Valencia. Sección medicina pública y especialidades(1891).
- Comité Organizador del Congreso Pedagógico (1892).
- Sociedad Española de Higiene
- Asociación Española para el Progreso de las Ciencias (1912).
- Congreso de Educación Física en Madrid (1917).

En 1928 se funda la Asociación de Médicas Españolas, por un grupo de médicas entre las que destacan algunas de las  pioneras de la medicina española como Trinidad Arroyo (1872-1959, presidenta honoraria) o Elisa Soriano Fisher (1892- 1964, su representante en los congresos de la Medical Women’s International Association en los años 1928 y 1929), llegando a ser Concepción Aleixandre presidenta de la asociación.

## Organizaciones feministas
Perteneció a varias sociedades exclusivas femeninas y comprometida con el avance de los derechos de las mujeres. Dio su apoyo al manifiesto a favor de que la escritora Emilia Pardo Bazán fuera nombrada miembro de la Real Academia Española. Firmaron este manifiesto entre otros Amalio Gimeno, Blanca de los Ríos, Pérez Galdós, (junio de 1914). Presidió la institución Protección Médica, fundada en 1913, de carácter privado cuyo objetivo era proteger a las viudas y huérfanos de médicos, y a los médicos incapacitados para el trabajo.
En 1928, Concepción Aleixandre, Elisa Soriano y Arroyo Márquez crean la Asociación Nacional de mujeres médicas y participan en congresos internacionales de la Medical Women’s International Association (Asociación Internacional de Mujeres Médicas). La Asociación Nacional de Mujeres Médicas crea la revista "Las médicas" como medio de difusión. Las organizaciones feministas en las que militó son:
- Consejo Nacional de Mujeres (1919).
- Comité Femenino de Higiene Popular.
- Sección de Señoras de la Unión Iberoamericana.
- Asociación de Médicas Españolas, de la que fue presidenta honoraria (1928).

## Publicaciones

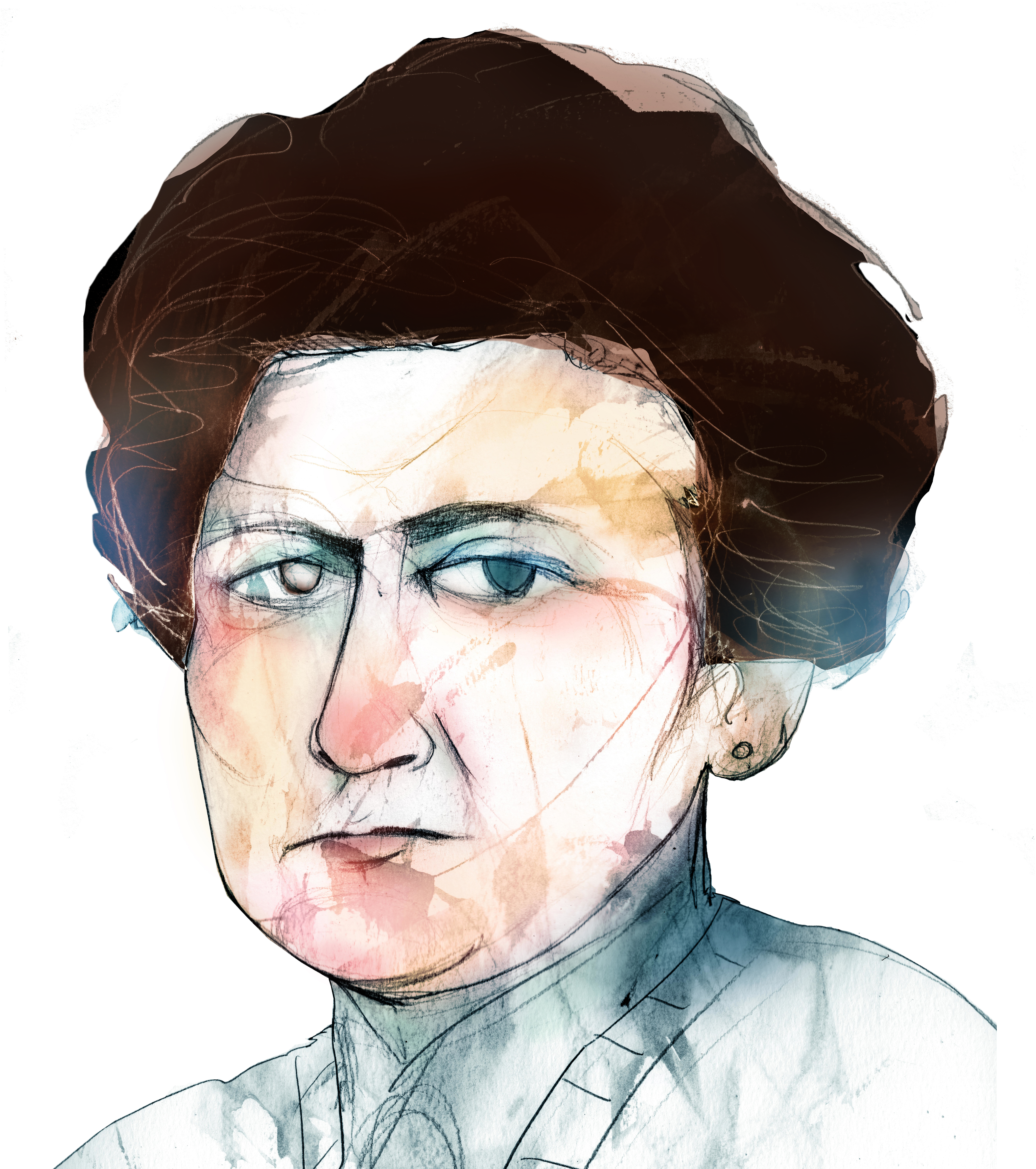
Retrato de Aleixandre

Su obra escrita está formada mayoritariamente por artículos publicados en revistas y conferencias y discursos pronunciados en organismos científicos, y otros de carácter divulgativo.
- Memoria presentada al XIV Congreso Internacional de Medicina sobre “Los cardiopáticos en la gestación”.
- Fenómenos y enfermedades propias de la mujer. En el Primer Congreso Médico Farmacéutico Valenciano, n. 1, 1891, p. 244-248.
- Algo de higiene. En: Unión Iberoamericana, año XVIII, octubre 1904, p. 52-53.
- Para las futuras madres. En Unión Iberoamericana, año XIX, abril 1905, p. 22-23.
- Higiene para los emigrantes e inmigrantes en los países iberoamericanos, Unión Iberoamericana, año XX, enero-abril 1906, p. 133-136.
- La salud de los niños y la Patria. En Unión Iberoamericana, año XXII,  enero 1908, p. 15-30.
- Maternología. En La Escuela Moderna, año XIV, n.º 279, noviembre 1914, p. 911-920.
- De la mujer para la mujer. Educación higiénica de la niña como futura madre. En La Escuela Moderna, n.º 293, 1916.
- La sublime ciencia. En La Medicina Social Española, n.º 1, 1916, p. 339-341.
- Por y para los niños. En La Medicina Social Española, n.º 1, 1916, p. 433-436.
- La lactancia y la tuberculosis. En La Medicina Social Española, n.º 1, 1916, p. 630-636.
- Educación de la niña como madre futura. En La Medicina Social Española, n.º 1, 1916, p. 25-26.
- ¿Hasta cuando?. En La Medicina Social Española, n.º 1, 1916, p. 179-181.
- Juegos necesarios y juegos dañosos para los niños, Madrid 1917.
- La mujer en medicina. En La Medicina Social Española, n.º 2, 1917, p. 116-118.
- De educación física. En La Medicina Social Española, n.º 2, 1917, p. 686-689.
- Consideraciones especiales sobre higiene físicopsicológica y patología de la infancia femenina. En La Medicina Social Española, n.º 3, 1918, p. 312-316; 334-338.
- Nuestras leyes. En La Medicina Social Española, n.º 3, 1918, p. 23-24.
- Sueños que debieran ser realidades. En La Medicina Social Española, n.º 4, 1919, p. 16-17.
- Al fin. En La Medicina Social Española, n.º 4, 1919, p. 338-339.

## Reconocimientos
En 2001, Concepción Aleixandre fue una de las mujeres seleccionadas en la Exposición 100 mujeres del siglo XX que abrieron camino a la igualdad en el siglo XXI.